# García de Avellaneda y Haro

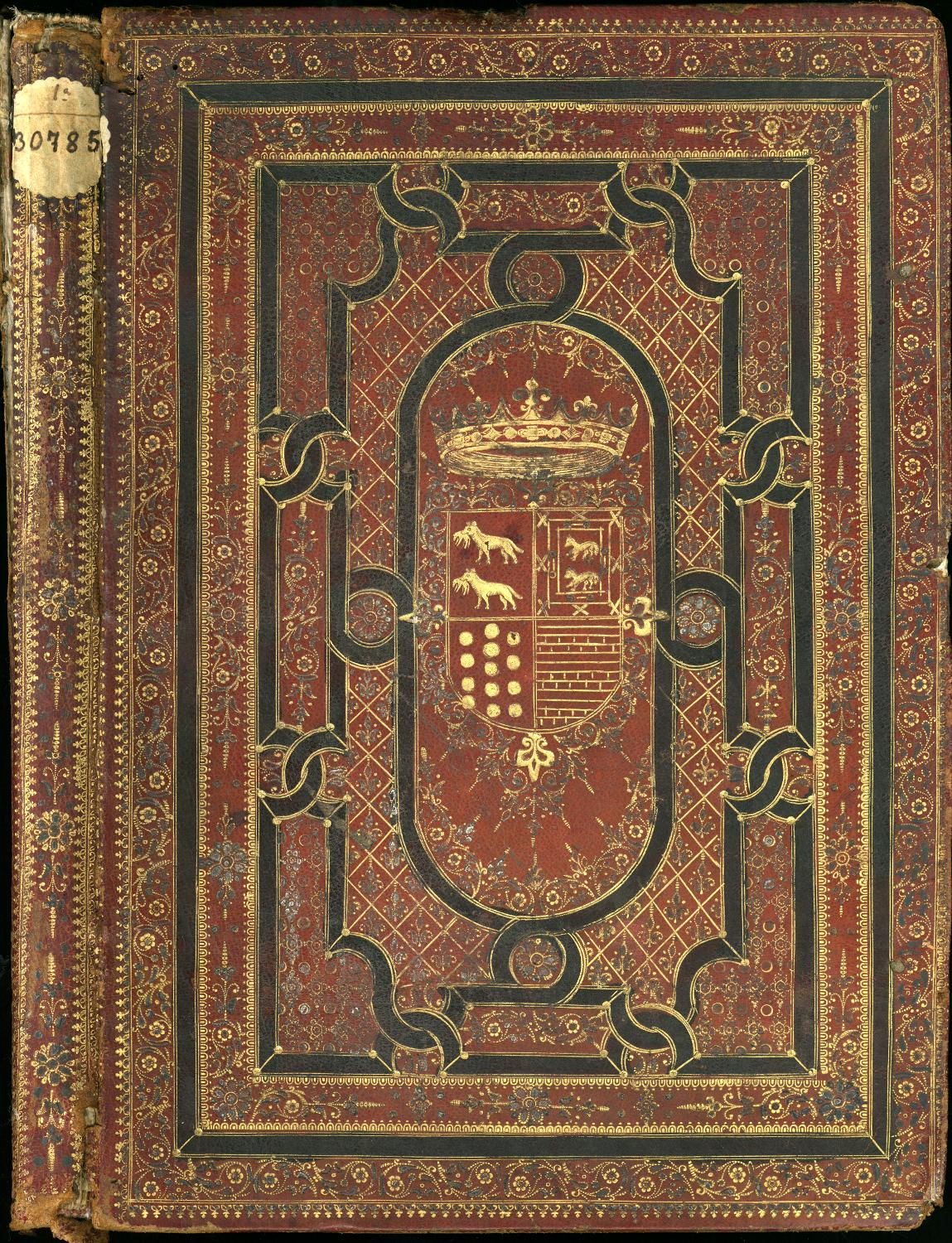
Armas de García de Avellaneda y Haro en una encuadernación napolitana de 1654

García de Haro y Sotomayor, o de Haro y Avellaneda, o de Avellaneda y Haro, conde de Castrillo, (Écija, 1584-Madrid, 1670) fue un jurista y hombre de estado español que desempeñó los más altos cargos de la monarquía en el reinado de Felipe IV y regencia de Mariana de Austria.

## Biografía

### Origen familiar
De familia noble, nació en la ciudad de Écija y fue bautizado en la parroquial de San Juan el 18 de mayo de 1584. Hijo segundo de Luis Méndez de Haro y Sotomayor y su esposa, Beatriz de Haro y Sotomayor, IV marquesa del Carpio. Tuvo un hermano primogénito, Diego López de Haro.
Su padre, Luis Méndez de Haro y Sotomayor, caballero de Calatrava, asistente de Sevilla y capitán general de este reino, alcaide de Mojácar, caballerizo jefe de las Reales de Córdoba, natural y veinticuatro de esta ciudad. Su madre, Beatriz de Sotomayor y Haro, IV marquesa del Carpio por derecho propio, era sobrina tercera de su marido y de igual naturaleza, señora de las villas de El Carpio, Morente, Sorbas, Lubrín, Adamuz y Pero Abad y de otros estados.
Fue conde de Castrillo por su mujer, de quien hubo también el apellido Avellaneda. Y resultó decisiva para su carrera la protección que le dispensaron sucesivamente dos prohombres del reino con quienes tenía parentesco político: Bernardino de Avellaneda, su resuegro, y el conde-duque de Olivares, su concuñado, quienes le franquearon la privanza del rey Felipe IV y de su consorte, Mariana de Austria.

### Carrera de jurista
Fue caballero y obrero mayor de la Orden de Calatrava, colegial del Mayor de Cuenca en Salamanca, licenciado en Leyes por esta Universidad, su catedrático y rector, y oidor de las Chancillerías de Granada y Valladolid.
En 1625 ya era ministro togado del Consejo y Cámara de Castilla, consejero también de Órdenes y gentilhombre de la Cámara del rey Felipe IV. En 1629 ingresó en el Consejo de Estado. Y fue muchos años gobernador del de las Indias (1632-53), presidencia que simultaneó con la de Hacienda (1643-45).

### Virrey de Nápoles
En 1653 pasó a Nápoles como virrey y capitán general. En ejercicio del cargo, defendió este reino de los ataques del duque de Guisa durante la guerra franco-española, hizo frente a la epidemia de peste de 1656 y desempeñó la presidencia del Consejo de Italia (1655-58).

### Presidente de Castilla
En 1658 regresó a España y fue nombrado mayordomo mayor del rey (1658-60) y presidente del Consejo de Castilla (1658-68). Permaneció diez años en este cargo, que era la máxima dignidad de la monarquía después del rey. Y durante los tres últimos (1665-1668), fallecido Felipe IV, presidió también la Junta designada por este para asistir a la regente en la minoridad de Carlos II.
Falleció en Madrid en los últimos días de 1670, habiendo testado el 22 de diciembre.

### Matrimonio y descendencia
Casó el 14 de agosto de 1622, en la Huerta del Condestable en Madrid, con María Delgadillo de Avellaneda, II condesa de Castrillo, por cuyo matrimonio usó el apellido Avellaneda además del título. Era señora de las villas de Castrillo de Don Juan, Cevico Navero, Valverde, Alcoba, Alcubilla y Santa María del Mercadillo, y en 1690, siendo ya viuda y muy anciana, obtuvo para su casa la grandeza de España por merced del rey Carlos II. Hija de Juan de Avellaneda, primogénito de esta casa, en la que por premoriencia no sucedió, y de Inés Portocarrero, su mujer, de los marqueses de Alcalá de la Alameda; nieta y sucesora del capitán general de la Armada Bernardino González Delgadillo y Avellaneda, primer conde de Castrillo, comendador de Calatrava, virrey de Navarra, asistente de Sevilla, consejero de Estado, mayordomo de la reina, y de María Vela y Acuña. Su descendencia quedó extinta a la segunda generación. En efecto, el matrimonio tuvo cuatro hijos que alcanzaran la edad adulta:
1. Gaspar Manuel de Avellaneda, primogénito, que fue herido gravemente en la Batalla de Villaviciosa (1665) y murió poco después, prisionero en Portugal y viviendo aún sus padres. Había casado dos veces: la primera en 1648 con María de Toledo y Enríquez de Velasco, hija de Antonio Álvarez de Toledo y Enríquez de Ribera, VII duque de Alba, V de Huéscar, etc., caballero del Toisón de Oro, y de Mariana de Velasco su primera mujer, de los duques de Frías. Y en segundas con Leonor de Moscoso, hija de los marqueses de Almazán. Pero no dejó posteridad.
2. Inés Portocarrero, que finó doncella.
3. Juana María Delgadillo de Avellaneda y Haro, que sucedió como III condesa de Castrillo y casó con Juan Manuel Mauleón de Navarra, su primo carnal, VII marqués de Cortes y XII vizconde de Muruzábal, hijo de Miguel de Navarra y Mauleón, VI marqués de Cortes, y de Juana de Avellaneda, su mujer, que era hermana de la II condesa de Castrillo. Con prole extinta, en que siguieron ambas casas solo por una generación.
4. Beatriz de Haro y Sotomayor, que fue la segunda mujer de Juan Fernández Manrique, conde de Castañeda y VI marqués de Aguilar, y habiendo enviudado de este señor, profesó en el Monasterio de la Encarnación de Madrid. Con prole también extinta, en que siguió esta casa solo por una generación.

Y además, García de Haro tuvo de soltero un hijo natural:
5. Luis de Haro y Paz, natural de Valladolid, clérigo secular y caballero de Santiago, que fue colegial mayor de San Ildefonso de Alcalá, canónigo y arcediano de Treviño en la catedral de Burgos, chantre de Pamplona, capellán real de los Reyes Nuevos en Toledo y abad de la Colegiata de Alfaro.[14]